# 桂伸しん
桂 伸しん（かつらしんしん、1978年9月6日 - ）は、落語芸術協会に所属する落語家。本名∶相澤 伸。出囃子は『あたま山前弾き』。

## 経歴
- 2014年12月 - 桂伸治に入門、「伸しん」を名乗る。
- 2015年1月 - 楽屋入りし、前座となる。
- 2019年2月 - 二ツ目昇進。

## メディア出演

### ラジオ
- ちょいと!!まくら合わせ（2021年 - 、ラジオフチューズ） - 桂竹紋と共演